# Иркутский 93-й пехотный полк
93-й пехотный Иркутский Его Императорского Высочества Великого Князя Михаила Александровича полк — воинская часть Российской Императорской армии.

## История формирования
Предшественники полка:
- 17 мая 1797 года — из 8-го егерского батальона сформирован 8-й егерский полк.
- 31 октября 1798 года — егерский генерал-майора Чубарова полк.
- 13 мая 1799 года — егерский генерал-майора Миллера полк.
- 26 марта 1801 года — 7-й егерский полк.
- 28 января 1833 года — поступил на пополнение Староингерманландского пехотного полка.

Сформирование полка:
- 6 апреля 1863 года — из 4-го резервного и бессрочноотпускных 5-го и 6-го батальонов Староингерманландского пехотного полка сформирован Староингерманландский резервный пехотный полк в составе 2- батальонов.
- 13 августа 1863 года — Староингерманландский резервный пехотный полк переформирован в состав 3-х батальонов и назван Иркутским пехотным полком.
- 25 марта 1864 года — 93-й пехотный Иркутский полк.
- 27 апреля 1871 года — 93-й пехотный Иркутский Его Императорского Высочества Великого Князя Георгия Александровича полк.
- 2 ноября 1894 года — 93-й пехотный Иркутский Его Императорского Высочества Наследника Цесаревича Георгия Александровича полк.
- 18 июля 1899 года — 93-й пехотный Иркутский Его Императорского Высочества Государя Наследника Михаила Александровича полк.
- 30 июля 1904 года — 93-й пехотный Иркутский Его Императорского Высочества Великого Князя Михаила Александровича полк.

Участие в Первой мировой войне
11 октября 1914 года в результате боя у Казимержа (сейчас Польша) трофеями полка стали 6 орудий и 2 пулемёта.

## Знаки отличия
1. Полковое знамя простое с надписью: «1797-1897». С Александровской юбилейной лентой (Высочайший приказ от 17.05.1897 г.).
2. Поход за военное отличие. Пожалован 16.06.1799 г. 8-му егерскому генерал-майора Миллера полку за Итальянский поход.
3. Две серебряные трубы с надписью: «За отличную храбрость и мужество против Турок, при штурме и овладении неприятельскими редутами, при кр. Рущук 23 Сентября 1811 года». Пожалованы 7-му егерскому полку 17.04.1813 г.
4. Знаки на головные уборы с надписью: «За Варшаву 25 и 26 Августа 1831 года и за отличие в Турецкую войну 1877 и 1878 годов».

## Шефы

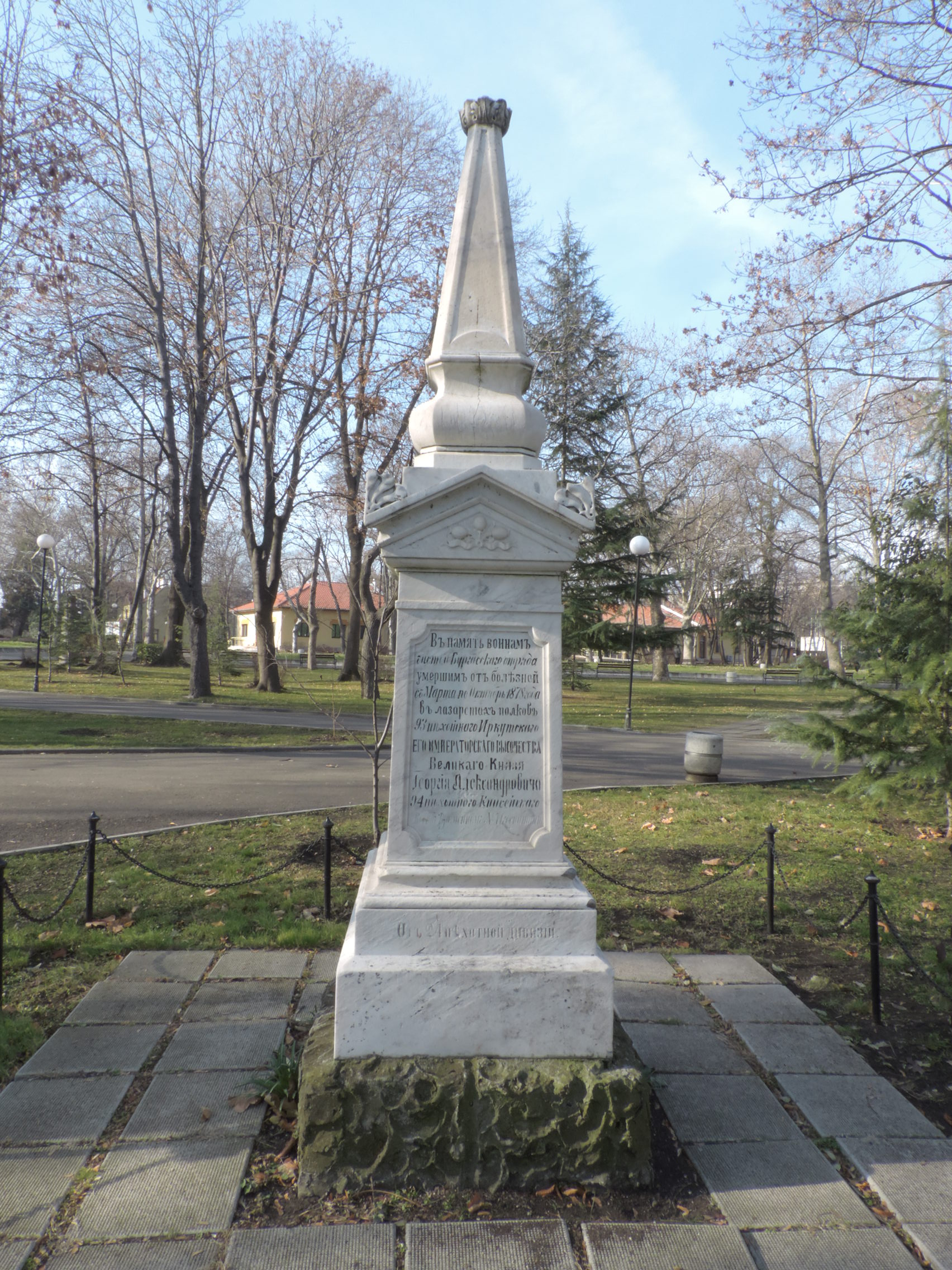
Памятник солдатам 93-го Иркутского пехотного полка в морском парке Бургаса (1878)

- 27 апреля 1871 года — 18 июля 1899 года — великий князь цесаревич Георгий Александрович[2].
- 18 июля 1899 года — 4 марта 1917 года — великий князь Михаил Александрович[2].

## Командиры
- 21.04.1863 — 18.01.1865 — полковник Сокологорский, Илья Гаврилович
- 18.01.1865 — 12.09.1870 — полковник Мексмонтан, Фридольф Иванович
- 12.09.1870 — 10.09.1877 — полковник Данилов, Павел Николаевич
- 10.09.1877 — 31.05.1884 — полковник Лихарев, Владимир Васильевич
- 04.06.1884 — 16.10.1889 — полковник Ковалевский, Дмитрий Иванович
- 12.11.1889 — 14.08.1895 — полковник Слончевский, Митрофан Константинович
- 14.08.1895 — 29.01.1898 — полковник Гершельман, Сергей Константинович
- 09.02.1898 — 03.08.1900 — полковник Новиков, Владимир Михайлович
- 10.08.1900 — 17.04.1904 — полковник Комаров, Николай Николаевич
- 02.05.1904 — 12.05.1910 — полковник Палибин, Пётр Павлович
- 26.06.1910 — 04.02.1915 — полковник (с 18.09.1913 генерал-майор) Копытинский, Юлиан Юлианович
- 04.02.1915 — 31.05.1916 — полковник Глясс, Владислав-Александр Эдуардович
- 03.06.1916 — 27.09.1916 — полковник Панпушко, Пётр Васильевич
- 02.12.1916 — 23.05.1917 — полковник Бармин, Александр Александрович
- 06.06.1917 — 21.06.1917 — полковник Андреев, Николай Констанстинович
- 21.06.1917 — хх.хх.хххх — полковник Айгустов, Владимир Николаевич (с 07.04.1917 — временный командующий)